# Miquel Àngel Marín i Luna
Miquel Àngel Marín i Luna   (Figueres, 1906 - Barcelona, 20 de febrer de 2001) fou un advocat, diplomàtic i professor català, exiliat a Mèxic. Pare de l'historiador i diplomàtic mexicà Miguel Marín Bosch.

## Biografia
Es llicencià en dret a la Universitat de Barcelona. Va exercir de professor de dret internacional a la Universitat de Barcelona fins a l'esclat de la guerra civil espanyola. Durant la guerra civil fou enviat per Carlos Esplá Rizo com a Delegat d'Espanya a la Societat de Nacions a Ginebra.
En acabar el conflicte es va exiliar a Mèxic, on va arribar el setembre de 1939 gràcies a la seva amistat amb el diplomàtic mexicà i futur governador de l'estat de Mèxic Isidro Fabela Alfaro. Mantingué contactes amb Josep Tarradellas i Alfonso Reyes Ochoa i fou membre de la Junta d'Auxili als Republicans Espanyols.
Fou professor de dret internacional a la Universitat Nacional Autònoma de Mèxic, on es va especialitzar en l'evolució del dret de guerra, de 1940 a 1946 i de 1956 a 1960.
Durant els primers anys d'exili s'associà amb el jurista Ot Duran d'Ocon, amb el que fou advocat de la Cort Suprema de Justícia de Mèxic i assessor jurídic del govern mexicà. El 1940 va inspirar el Conveni franco-mexicà sobre els refugiats espanyols. Després va fundar l'Asociación Mexicana Mundo Libre i la revista Mundo Libre amb l'uruguaià Hugo Fernández Arbucio i els mexicans Isidro Fabela Alfaro i Javier Rondero.
De 1956 a 1960 fou director de les Nacions Unides a Mèxic, Centreamèrica i Carib. Després va tornar a la Universitat i va fundar Ediciones Minerva SA. En jubilar-se el 1972 va retornar a Espanya.

## Obres
- La población civil y los bombardeos aéreos ante el Derecho y la opinión internacional (Mèxic, 1940)
- The Evolution and Present Status of the Laws of War (Mèxic, 1957).